# Ducati 750 F1

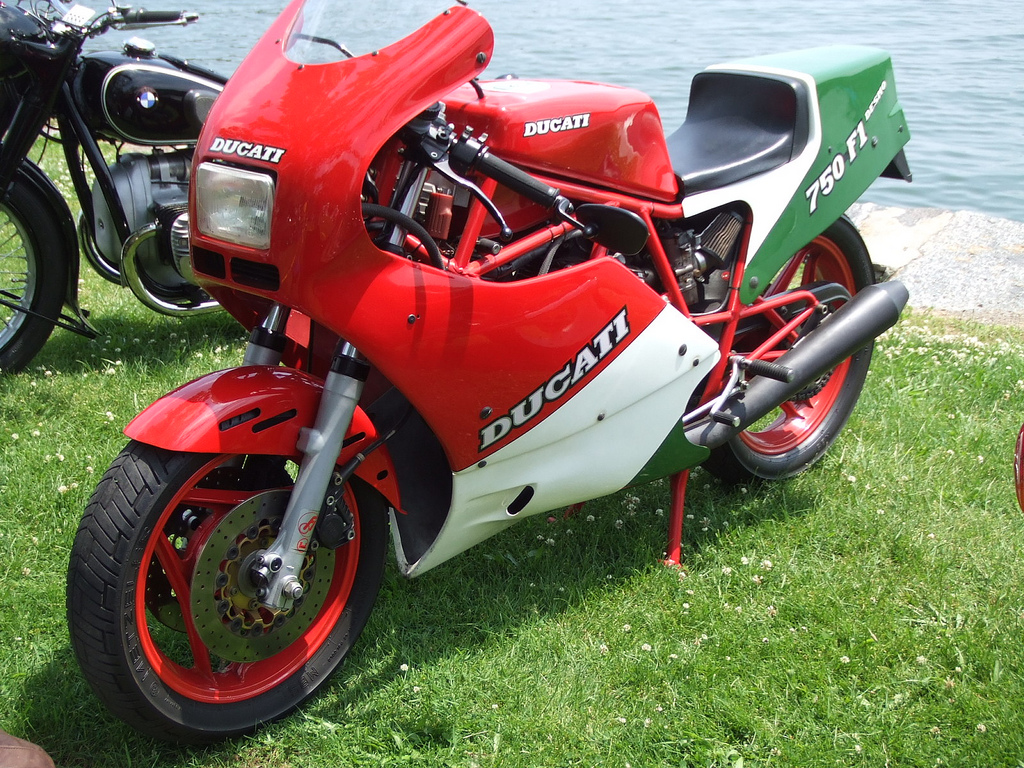
Ducati 750 F 1

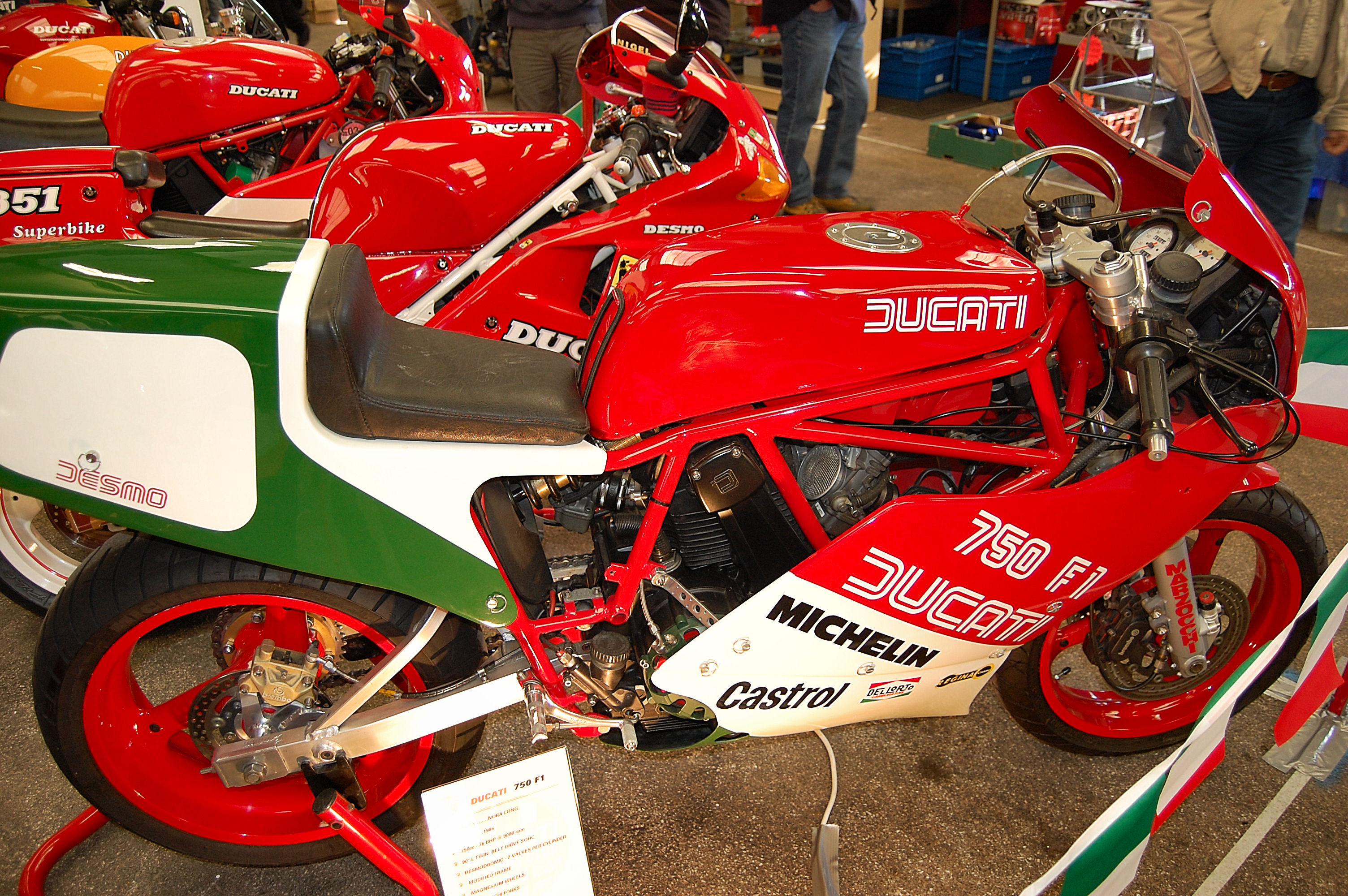
Flickr - ronsaunders47 - DUCATI DESMO 750 F1. 1986.

Die Ducati 750 F1 ist eine zulassungsfähige Straßenmotorrad, eine Replica der in der Tourist-Trophy-Weltmeisterschaft erfolgreichen Ducati TT1, die der italienische Motorradhersteller Ducati von 1985 bis 1988 produzierte.
Die TT 2 mit einem Hubraum von 597 cm³ leistete 78 PS (57 kW), sie hatte einen Gitterrohrrahmen  und wog 128 kg. Der Hubraum des schon für die TT2 stark modifizierten Motors war für die TT1 und die F1 von den vorgenannten 597 cm³ auf 748 cm³ vergrößert worden.

## Motor und Getriebe
Der luftgekühlte Zweizylinder-Viertakt-90-Grad-V-Motor hat einen Hubraum von 748 cm³. Er leistet 51,5 kW (70 PS) bei einer Maximaldrehzahl von 8000/min. Das höchste Drehmoment von 71 Nm liegt bei 6000/min an. Das Getriebe hat 5 Gänge.

## Fahrwerk und Reifen
Wie die TT1 und deren Vorläufer TT2 besaß die F1 einen leichten und stabilen Gitterrahmen, der unten offen war und den aus der Ducati Pantah stammenden Motor als tragendes Teil integrierte. Dieser Rahmen war der erste Rahmen einer Ducati, der mit einem einzelnen zentralen Federbein zur Abstützung der hinteren Schwinge ausgestattet war. Die Ducati rollt vorne auf Reifen der Größe 120/80 x 16, hinten auf 130/80 x 18.

## Weitere Daten und Fahrleistungen
Das Gewicht beträgt vollgetankt 192 kg. Der Tankinhalt ist 22 Liter. Die Höchstgeschwindigkeit (bei liegendem Fahrer) liegt bei 202 km/h. Von 0–100 km/h beschleunigt die Ducati 750 F 1 in 4,4 Sekunden.

## Status
In den frühen 80er Jahren produzierte Ducati jährlich nur wenige Tausend Motorräder. Immer wieder konnten jedoch Ducati Rennmotorräder der 600er- und 750er-Klasse Erfolge vor den japanischen Mitbewerbern einfahren. Das rettete den Mythos der Marke über diese Durststrecke. Allen voran Tony Rutter mit vier Formula TT2-Titeln und italienische Werksfahrer von Walter Villa bis Marco Lucchinelli waren siegreich. In Kleinstserien entstanden die begehrten Production Racer. Nur von 1985 bis 1988 produziert, zählt die Ducati 750 F1 heute (2021) zu den teuren Ducati-Klassikern.
Aufgrund der sportlichen Sitzposition mit einer Einzelsitzbank, des harten Fahrwerkes und dem lauten Klang wurde diese Motorrad als „Renngerät“ für den Straßeneinsatz wahrgenommen. Die wenig gebauten Exemplare waren teuer und gaben diesem Modell bei Erscheinen einen außergewöhnlichen Nimbus. Deshalb sind diese Maschinen heutzutage teure Sammlerstücke.

## Sondermodelle
Von der 750 F1 gab es drei Sondermodelle, die alle in sehr kleinen Stückzahlen gebaut worden sind und sich nur durch Details von der ursprünglichen Version unterscheiden. Ihre Namensgeber waren die bekannten Rennstrecken Autodromo di Santamonica in Italien, die Circuit de Montjuïc in Spanien und die Laguna Seca in den Vereinigten Staaten. Die Weiterentwicklung der 750 F1 führte dann zur Ducati 750 Sport.

## Technische Daten
| Baujahr               | 1985–1988                                                               |
| Zylinder              | 2, 90° Winkel, 4-Takt, 2 Ventile pro Zylinder, Desmodromik, Luftkühlung |
| Hubraum / Verdichtung | 748 cm³ / 9,3:1                                                         |
| Bohrung / Hub         | 88 mm / 61,5 mm                                                         |
| Leistung              | 53 kW / 70 PS bei 8.000 min−1                                           |
| Leergewicht           | 189 kg                                                                  |
| Reifengröße           | vorne 120/80-16, hinten 130/80-18 (und andere je nach Modell)           |
| Getriebe / Kupplung   | 5-Gang / Nass- oder Trockenkupplung, je nach Modell und Baujahr         |
| Höchstgeschwindigkeit | 202 km/h                                                                |